# Labasa Football Club
Il Labasa Football Club è una società calcistica figiana con sede nella città di Labasa situata nell'isola Vanua Levu. Le partite di casa vengono giocate nello stadio Subrail Park (10.000 posti). Le uniformi di gioco sono a strisce rosse e bianche con pantaloncini e calze rosse.

## Storia
Iniziò a giocare come squadra locale nel 1938. La squadra appena formata non aderì alla federazione nazionale per via della distanza della città dall'isola principale su cui si svolgevano i tornei, Viti Levu. Nel 1942, sotto la presidenza di Harold B. Gibson ex membro del consiglio legislativo, la squadra del Labasa F.C si iscrisse alla federazione calcistica nazionale a quel tempo conosciuta come Associazione calcistica indiana delle Figi (Fiji Indian Football Association).
Raggiunse la finale del Campionato interdistrettuale nel 1972, 1973 e 1978. Nel 1992 il club vinse il campionato interdistrettuale, ripetendo l'impresa dopo due anni, nel 1994. Attualmente il Labasa milita nella National Football League.

## Palmarès

### Competizioni nazionali
- National Football League : 2

1991, 2007
- Campionato interdistrettuale: 4

1992, 1994, 2019, 2020
- Battle of Giants : 1

1997
- Coppa delle Figi: 4

1992, 1997, 1999, 2015
- Champions vs. Champions: 2

1993, 2008

### Altri piazzamenti
- National Football League:

Secondo posto: 2011

## Rosa attuale
| N. |                 | Ruolo | Calciatore           |
| -- | --------------- | ----- | -------------------- |
| 1  | Figi (bandiera) | P     | Aquila Mateisuva     |
| 2  | Figi (bandiera) | C     | Iliesa Lino          |
| 3  | Figi (bandiera) | D     | Mohammed Zaid        |
| 4  | Figi (bandiera) | D     | Sitiveni Rakai       |
| 5  | Figi (bandiera) | C     | Peni Sokia           |
| 6  | Figi (bandiera) | D     | Sisa Valesua         |
| 7  | Figi (bandiera) | C     | Edwin Sahayan        |
| 8  | Figi (bandiera) | A     | Vilitati Kautoga     |
| 9  | Figi (bandiera) | C     | Lekima Gonerau       |
| 10 | Figi (bandiera) | A     | Christopher Wasasala |
| 11 | Figi (bandiera) | C     | Ilisoni Lolaivalu    |

| N. |                 | Ruolo | Calciatore           |
| -- | --------------- | ----- | -------------------- |
| 12 | Figi (bandiera) | A     | Ashneel Raju         |
| 13 | Figi (bandiera) | D     | Pita Levaci          |
| 14 | Figi (bandiera) | D     | Daniel Dass          |
| 15 | Figi (bandiera) | C     | Ilisoni Tuinawaivuvu |
| 16 | Figi (bandiera) | D     | Inia Vetaukula       |
| 17 | Figi (bandiera) | C     | Siotabe Kubu         |
| 18 | Figi (bandiera) | D     | Taniela Waqa         |
| 19 | Figi (bandiera) | C     | Mohammed Waseem      |
| 20 | Figi (bandiera) | D     | Akemi Ralulu         |
| 21 | Figi (bandiera) | A     | Iliesa Rakuka        |
| 22 | Figi (bandiera) | P     | Asaeli Batikasa      |